# 短蛇鲭
南短蛇鯖（学名：Rexea prometheoides），亦作短蛇鲭，為輻鰭魚綱鱸形目鯖亞目蛇鯖科短蛇鲭属的其中一種，分布於印度洋及西太平洋區，包括中国东海、日本、日本以南太平洋沿岸、西太平洋温、热带海域、夏威夷群島、印尼、印度洋北部模里西斯一帶等海域，棲息深度100-800公尺，體長可達110公分，棲息在中底層水域，屬肉食性，以魚類、頭足類、甲殼類等為食，可做為食用魚。
该物种的模式产地在新西兰。

## 擴展閱讀
維基物種上的相關：南短蛇鯖